# Бут (аргонавт)
Бут (др.-греч. Βούτης «волопас») — персонаж древнегреческой мифологии, аргонавт. Либо сын Телеонта и Зевксиппы, дочери Эридана, из Афин, либо сын Посейдона.
Когда корабль Арго проплывал мимо сирен, бросился в море к Сиренам. Афродита перенесла его в Лилибей, где и родила ему сына Эрикса.
По другой версии, отец Эрикса — туземный царь Бут, пользовавшийся большой славой.